# Нелинейная система
Нелинейная система — динамическая система, в которой протекают процессы, описываемые нелинейными дифференциальными уравнениями. 
Свойства и характеристики нелинейных систем зависят от их состояния.
Некоторые виды нелинейных звеньев:
1. звено релейного типа
2. звено с кусочно-линейной характеристикой
3. звено с криволинейной характеристикой любого сочетания
4. звено, уравнение которого содержит произведение переменных или их производных и другие их комбинации
5. нелинейное звено с запаздыванием
6. импульсное звено
7. логическое звено

В отличие от линейной системы не обладает свойствами суперпозиции, частота выходного сигнала зависит от его амплитуды и др.
Многие нелинейные системы в области малых изменений параметров поддаются линеаризации.

## Примеры
- Солитон